# Eupseudomorpha
Eupseudomorpha là một chi bướm đêm thuộc họ Noctuidae.

## Loài
- Eupseudomorpha brillians Neumoegen, 1880